# Patiriella
Genre
Patiriella est un genre d'étoiles de mer de la famille des Asterinidae.

## Liste des espèces
Selon World Register of Marine Species (1 août 2014) :
- Patiriella inornata Livingstone, 1933 -- Sud-Ouest de l'Australie
- Patiriella oliveri (Benham, 1911) -- Australie et Nouvelle-Zélande
- Patiriella paradoxa Campbell & Rowe, 1997 -- Oman
- Patiriella regularis (Verrill, 1867) -- Australie et Nouvelle-Zélande
- Patiriella tangribensis Domantay & Acosta, 1970 (taxon discuté)

On place aussi dans ce genre l'espèce australienne déclarée éteinte en 2018 Patiriella littoralis (Dartnall, 1970) †.

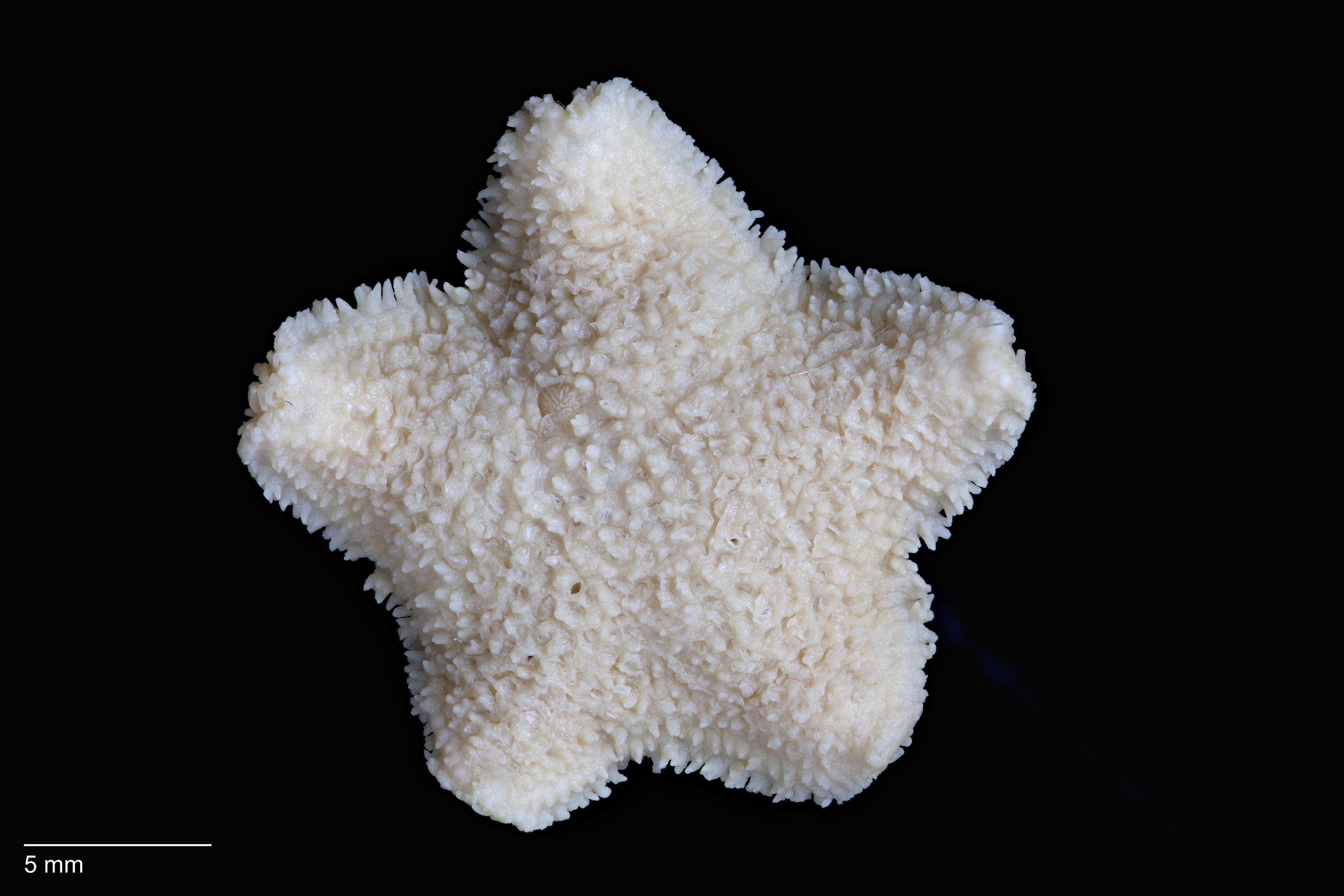
Patiriella littoralis.
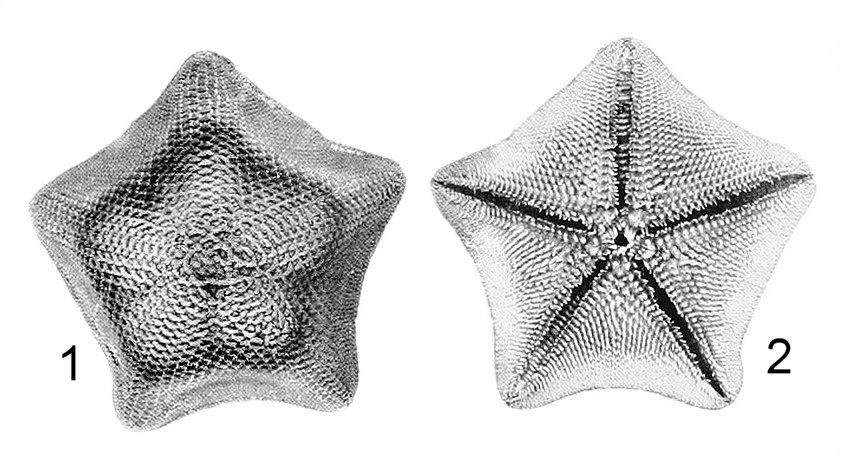
Patiriella oliveri.
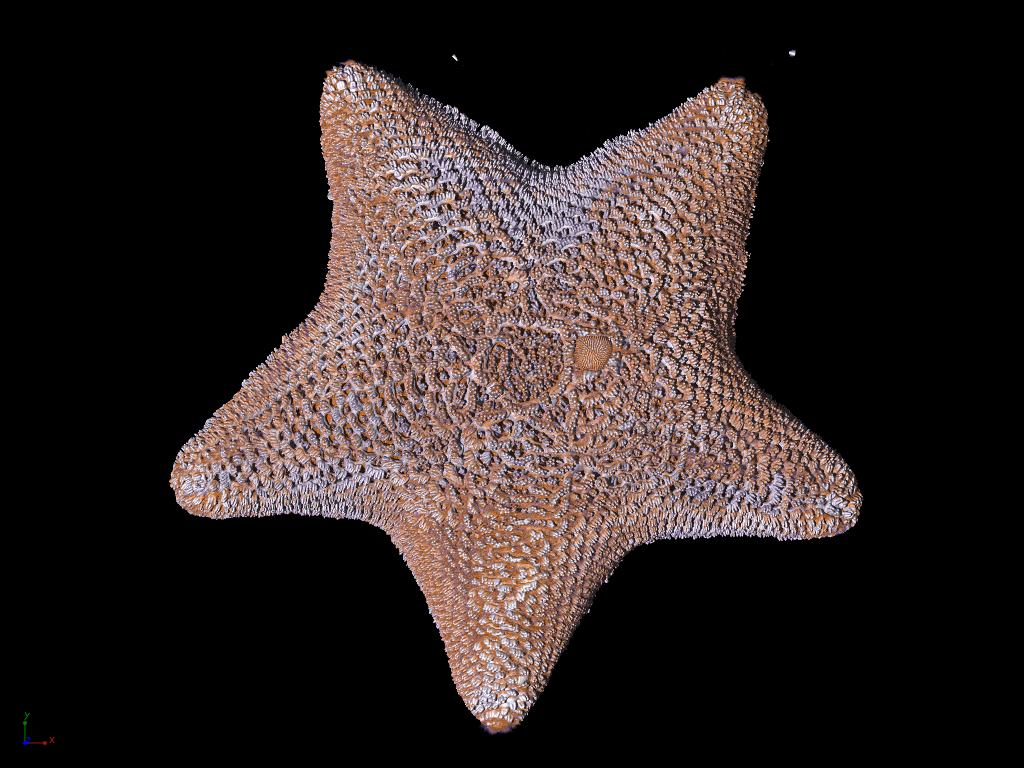
Patiriella regularis.